# بیتسویل (تگزاس)
بیتسویل (به انگلیسی: Batesville) یک منطقهٔ مسکونی در ایالات متحده آمریکا است که در شهرستان زاوالا، تگزاس واقع شده‌است. بیتسویل ۱٬۰۶۸ نفر جمعیت دارد و ۲۱۵ متر بالاتر از سطح دریا واقع شده‌است.